# 2S7 Pion
2S7 Pion (rusky: 2С7 Пион, česky: pivoňka) je sovětské, resp. ruské samohybné dělo ráže 203,2 mm z poloviny 70. let 20. století, osazené na podvozku vycházejícím z tanku T-80. Dělo je vybaveno automatickým nabíjecím zařízením, nabíjí při všech úhlech náměru, rychlost střelby činí až 2 rány za minutu. Dostřel se speciálními raketovými náboji dosahoval 50 až 60 km, při použití běžné munice 37,5 km.
Původně šlo o tajnou zbraň, jejímž cílem bylo ničit dělostřelecká stanoviště, způsobovat škody a zmatek na shromaždištích, ničit opevnění a živou sílu protivníka. Možné bylo i střílet náboje s jadernou hlavicí.
Poprvé byl u sovětské armády identifikován v roce 1975, a tak byl NATO nazýván M-1975 (označení M-1975 také obdržel 2S4 Tulpan).

## Vývoj
Sovětský svaz od 50. let 20. století vážně zaostával za Spojenými státy v těžkých samohybných dělostřeleckých systémech. Od dob ISU-152 nebylo do služby zavedeno ani jedno těžké samohybné dělo. Proto vydalo ministerstvo obrany 16. prosince 1967 rozkaz ke spuštění vývojových prací na vytvoření samohybné houfnice Pion. Původně nebyl specifikován ani typ kanónu ani jeho ráže. Byl stanoven pouze požadovaný dostřel, který měl být 25 km. Konstruktéři nabídli několik možností instalace kanónu na pásový podvozek:
- 180 mm kanón z polní houfnice S-23,
- 210 mm kanón z polní houfnice S-72,
- 180 mm pobřežní kanón MU-1 (Br-402).

Po dlouhých debatách se začátkem roku 1969 rozhodlo o přijetí ráže 203 mm. V březnu 1970 byly vyvinuty taktické a technické požadavky na vývoj tohoto kanónu a ve druhé polovině 70. let 20. století začaly první sériové samohybné houfnice 2S7 Pion vstupovat do služby u dělostřeleckých brigád speciálních sil Sovětské armády.
V roce 1983 nebo 1986 vstoupila do služby modernizovaná verze této zbraně nazvaná Pion-M (2S7M Malka), která se vyznačuje o něco vyšší rychlostí palby z 1,5 na 2,5 rány za minutu a větší zásobou přepravované munice na 8 projektilů.

## Konstrukce
2S7 Pion je samohybná houfnice na pásovém podvozku, který vychází z tanku T-80. Podvozek se skládá ze sedmi párů zdvojených pojezdových kol s gumovými obručemi, šesti párů vodících kladek, jednoho páru hnacích kol v přídi a jednoho páru napínacích kol v zadní části vozidla. Délka vozidla je 13,10 m, šířka 3,38 m a výška 3 m. Houfnici o hmotnosti 46,5 t pohání vznětový přeplňovaný vidlicový dvanáctiválec V-46-I o výkonu 547 kW. Díky němu dokáže 2S7 Pion vyvinout na silnici maximální rychlost 58 km/h a její dojezd je 675 km.
Houfnice je vybavena kanónem 2A44 ráže 203 mm a automatickým nabíjecím zařízením. Rychlost střelby je asi 1,5 rány za minutu. K dispozici jsou následující režimy palby: 8 výstřelů za 5 minut, 15 výstřelů za 10 minut, 24 výstřelů během 20 minut, 30 výstřelů za 30 minut a 40 výstřelů za hodinu. Slabinou Pionu je poměrně nízká životnost kanónu, jelikož po 160 výstřelech je nutná jeho výměna.
Pohyb kanónu v náměru je zajištěn hydraulicky, v odměru pak elektricky. V nouzové situaci lze použít manuální ovládání. Kanón má odměr 30° a náměr se pohybuje v rozsahu od 0° po +60°. Ovládací prvky kanónu spolu s nekrytým sedadlem střelce se nacházejí na levé straně závěru zbraně. Na pravé straně je zase mohutné rameno, které slouží k nabíjení kanónu. Se standardním tříštivě-trhavým granátem o hmotnosti 110 kg (ZOF 43) dokáže 2S7 zasáhnout cíl vzdálený 37,5 km. Za použití dálkového náboje o hmotnosti 103 kg vzroste dostřel až na 47 km. Zásoba munice (celkem čtyři dělostřelecké náboje) je uložena ve schránkách na bocích vozu. Další střelivo přepravuje muniční automobil.
Tento dělostřelecký systém obsluhuje 14-členná posádka. 7 vojáků tvoří posádku samohybné houfnice a zbytek je v doprovodném muničním automobilu.

## Služba
Gruzínská armáda použila 2S7 za rusko-gruzínské války v roce 2008 (7.–16. srpna 2008), pět bylo vizuálně potvrzeno jako ztracených během války: čtyři zničeny a jedna zajata ruskými silami.
Video vydané ázerbájdžánským ministerstvem obrany ukazovalo jejich 2S7 ve službě během války v Náhorním Karabachu v roce 2020.
Při okupaci Ukrajiny nasadilo Rusko do bojů houfnice 2S7M Malka. Za první dva roky války ztratilo Rusko minimálně 21 těchto houfnic.
Houfnicemi 2S7 Pion disponují i Ukrajinské ozbrojené síly.

## Uživatelé

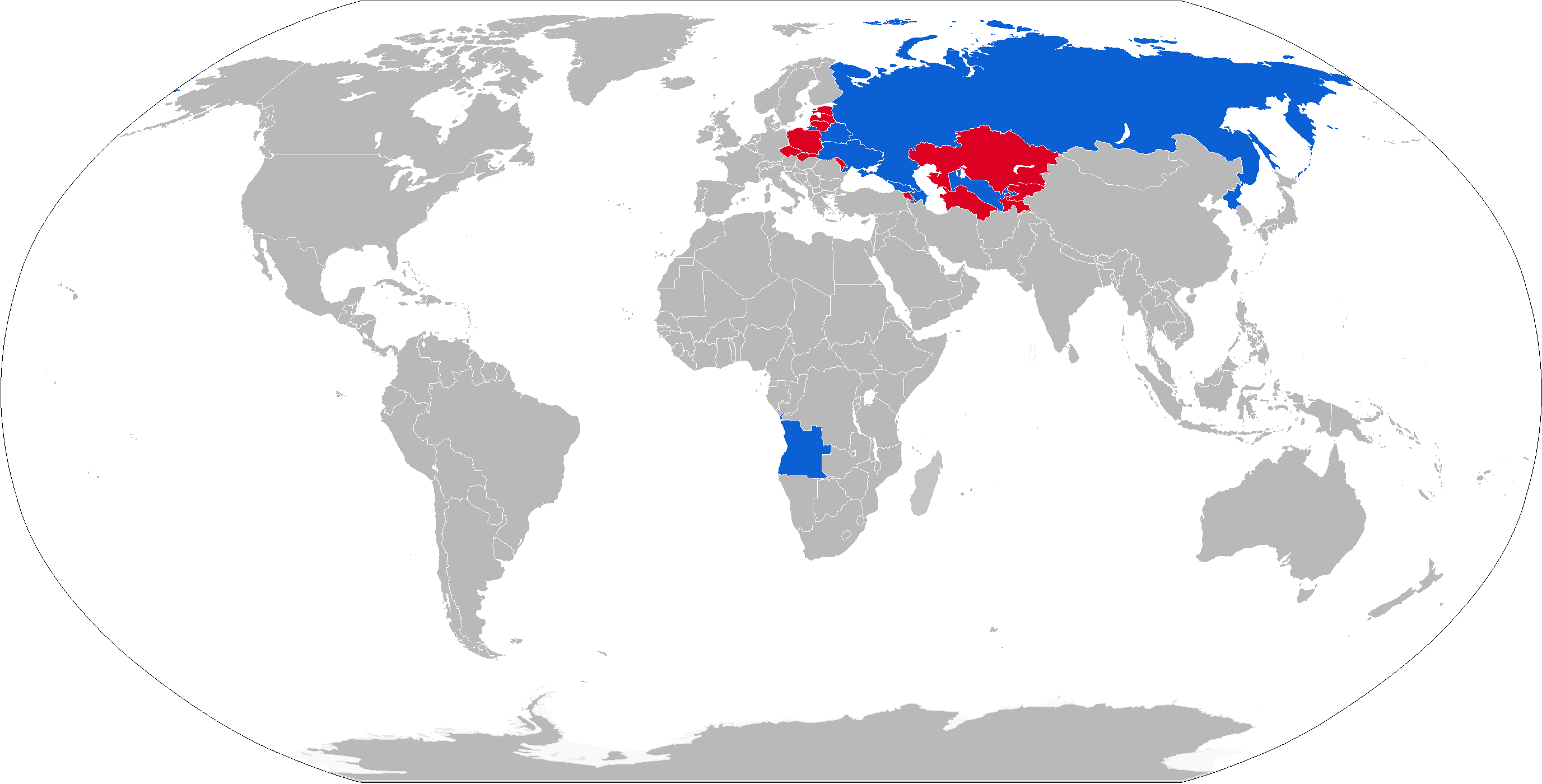
Mapa uživatelů 2S7 Pion v modré a bývalými operátory v červené

### Současní uživatelé

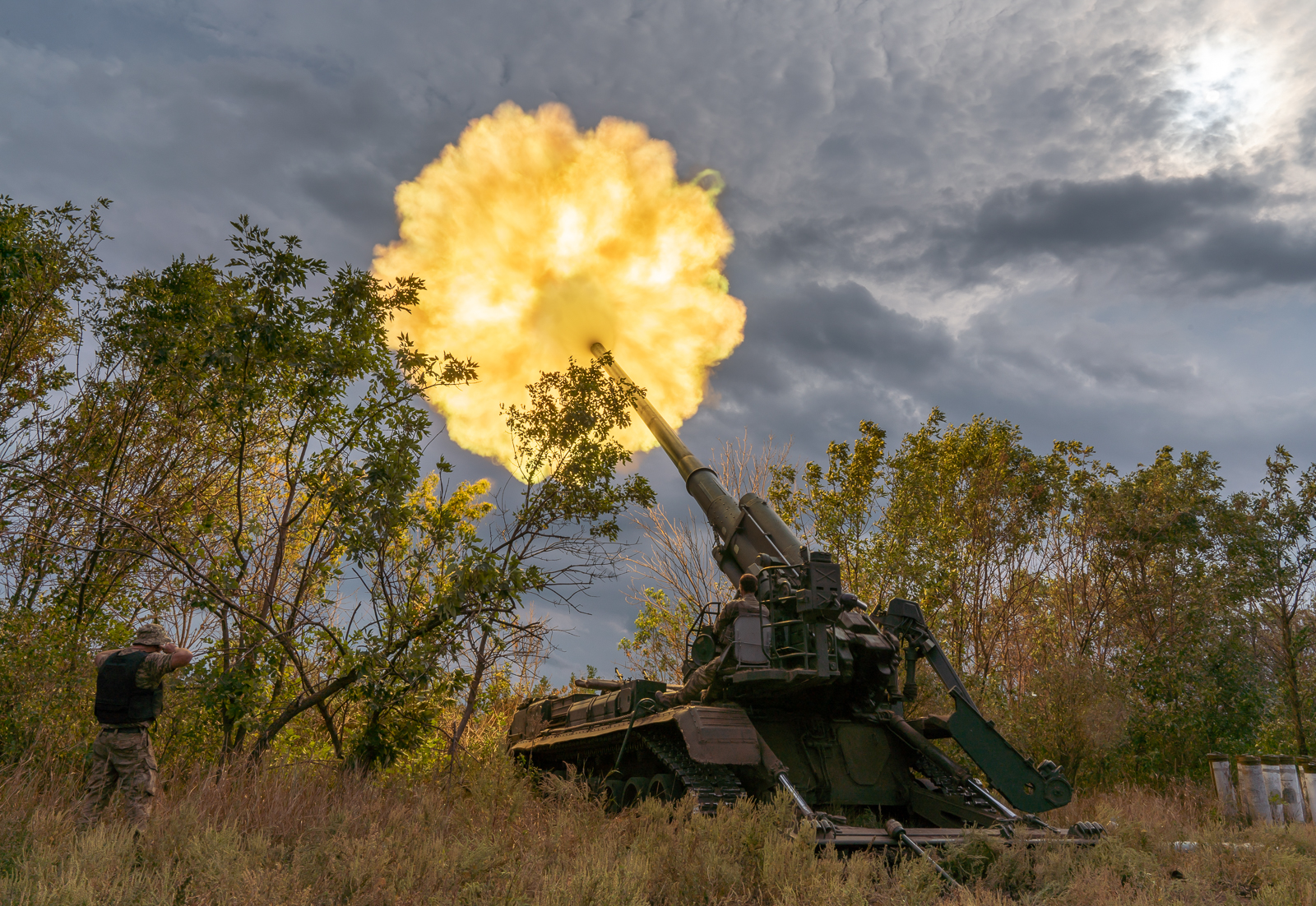
2S7 Pion ukrajinské armády

Ačkoli nebyly zveřejněny žádné údaje, odhaduje se, že bylo vyrobeno více než 1000 ks. Sovětská armáda měla v roce 1990 v aktivní službě 347 ks.
- Angola – 12; získány v roce 2000 z ČR[10]
- Ázerbájdžán – nejméně 12 ks získaných z Ruska v letech 2008–2009[11]
- Gruzie − 1 v roce 2023[12]
- Rusko – 60 ks 2S7M v aktivní službě, 260 ks 2S7 v záloze od roku 2022.[13] Modernizace s novým podvozkem a elektronikou dokončena v prosinci 2021[14][15][16][17][18]
- Ukrajina – 99 ks převezeno ze zálohy a zařazeny do aktivní služby kvůli válce na Donbasu[19] pokračující ruské invazi na Ukrajinu[20]

### Dřívější
- Bělorusko − 36 ks v roce 2010[21]
- Československo – 12 provozováno 17. divizí velkorážného dělostřelectva Žamberk, 1984–1994.[22] Jedna zachována v muzeu v Lešanech
- Polsko[23] − 8 ks v roce 1989, všechny vyřezeny v roce 2006, jedna je uložen ve vojenském muzeu Lubuskie, Drzonów
- Slovensko – Slovenské ozbrojené síly obdržely 3 ks v roce 1993 po rozdělení Československé armády, přičemž jeden byl součástí stálé vnitřní expozice Vojenského historického muzea Piešťany a jeden byl uložen v inventáři Vojenského technického a zkušebního ústavu Záhorie[24]
- Sovětský svaz[25] – předány nástupnickým zemím